# 贝尔纳尔多斯
贝尔纳尔多斯，是西班牙卡斯蒂利亚-莱昂塞戈维亚省的一个市镇。 总面积29平方公里，总人口700人（2001年），人口密度24人/平方公里。